# Бахай (полководец)
Бахай (маньчж.: , кит. 巴海, ?-1696) — маньчжурский полководец.
Бахай был сыном Шархуды из клана Гувалгия племени Сувань. После смерти отца в 1659 году он унаследовал титул «нань» (男) первого класса и должность военного коменданта Нингуты. В 1660 году доложил о разгроме войск Афанасия Пашкова у деревни Гуфатань на реке Шилка, однако когда в 1661 году обнаружилось, что он намеренно не сообщил о потерях своих войск в том сражении, он был лишён наследственного титула «нань». В 1662 году был назначен цзянцзюнем Нингуты. В 1673 году за организацию туземцев, названных «новыми маньчжурами», в 40 рот, получил награду. В 1676 году перевёл ставку цзянцзюня на запад в новую крепость Гирин. После того, как русскими казаками в 1682 году был основан Албазин, в 1682—1683 годах проводил подготовку к военной кампании против русских, однако после того, как выяснилось, что он ложно сообщил о голоде, которого на самом деле не было, он был лишён всех постов. Впоследствии был переведён в Пекин, и в 1684—1696 годах возглавлял монгольское синее с каймой «знамя».